# Gabrijela Gaiser
Gabrijela Gaiser (* 18. November 1995 in Zaprešić) ist eine kroatische Fußballspielerin.

## Karriere

### Verein
Gaiser startete ihre Karriere in ihrer Heimatstadt mit dem ŽNK Inter Zaprešić. Im Sommer 2010 verließ sie Inter Zaprešić und wechselte zum Seniorenteam des ŽNK Agram. In Zagreb spielte sie ihr Seniorendebüt in der 1. HNL für ŽNK Agram gegen den ŽNK Osijek am 9. Oktober 2010. In drei Jahren lief sie für Agram in 31 Spielen auf und erzielte vier Tore, bevor sie mit 17 Jahren im Sommer 2013 zum ŽNK Osijek wechselte. Gaiser nahm mit Osijek an der Qualifikation für die UEFA Women’s Champions League teil.

### Nationalmannschaft
Sie spielte ihr A-Länderspieldebüt für die Kroatische Fußballnationalmannschaft der Frauen gegen Irland am 19. September 2012.